# 시강구 (다롄시)

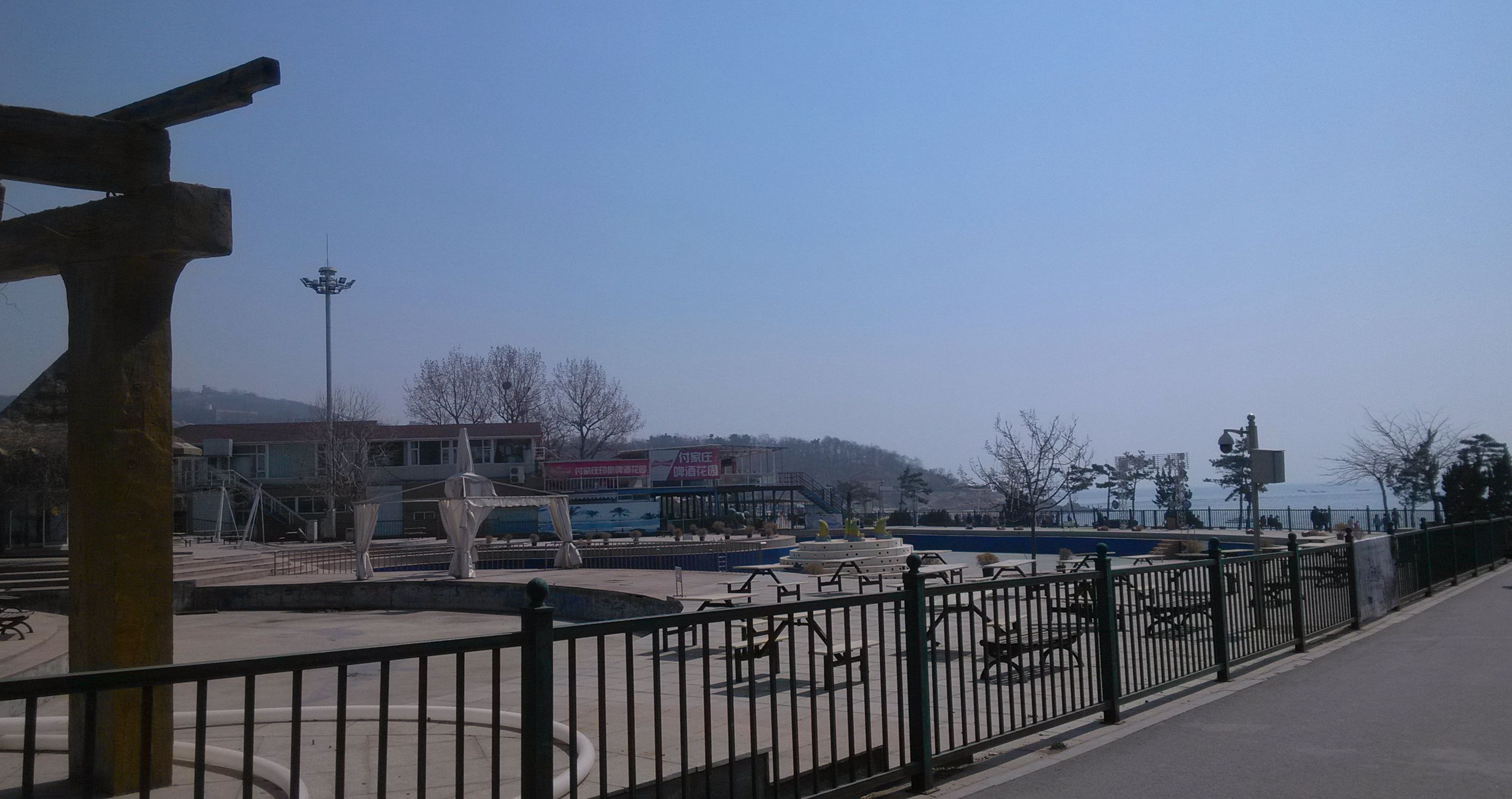

시강구(한국어: 서강구, 중국어: 西岗区, 병음: Xīgǎng Qū)는 중화인민공화국 랴오닝성 다롄시의 행정구역이다. 넓이는 26km2이고, 인구는 2007년 기준으로 310,000명이다.

## 행정 구역
7개 가도를 관할한다.
- 가도: 八一路街道, 白云街道, 人民广场街道, 北京街道, 日新街道, 站北街道, 香炉礁街道.